# اویزد (ناحیه بروون)
اویزد (به چکی: Újezd) یک منطقهٔ مسکونی در جمهوری چک است که در ناحیه بروون واقع شده‌است. اویزد ۱۰٫۴۲ کیلومتر مربع مساحت و ۵۶۷ نفر جمعیت دارد.